# ایشیتا راج شارما
ایشیتا راج شارما (به انگلیسی: Ishita Raj Sharma) (زادهٔ ۸ فوریه ۱۹۸۸) بازیگر اهل هند است.
از فیلم‌های معروف او می‌توان به بازی در فیلم ضربه عشق و ضربه عشق ۲ اشاره نمود.